# عكس السير
عكس السير موقع إخباري، من أوائل المؤسسات الإعلامية الخاصة في سوريا، تم تأسيسه في عام 2006، وأبصر النور على الشبكة العالمية مطلع العام 2007، وهو موقع يعنى بأخبار سوريا عموماً (السياسية – الاقتصادية – الاجتماعية – الرياضية – الفنية)، بالإضافة إلى تغطية معظم الأحداث العربية والعالمية.
بدأ ” عكس السير ” مسيرته بالتركيز على ملفات الفساد الكثيرة في سوريا، وبنى قاعدة شعبية كبيرة  بعد تعاطيه الجريء مع القضايا التي تلامس هموم المواطن السوري عبر شبكة من المراسلين الشباب، في توجه مغاير للصورة المهترئة التي عرف بها الإعلام الرسمي، ما وضعه على قمة المواقع الإخبارية الأكثر متابعة في سوريا، بحسب الإحصاءات العالمية.
في ظل غياب قانون واضح يضمن حرية وحقوق وسائل الإعلام والصحافيين، تعرض موقع ” عكس السير ” للعديد من التهديدات الأمنية والملاحقات من قبل مافيات السلطة في سوريا، ومع بدء الثورة السورية انحاز الموقع إلى الشعب السوري وناصر قضيته المحقة، وعمل وفق سياسة تحريرية شعارها : ” قليل من الحيادية .. كثير من المصداقية“.
موقع ” عكس السير “، مؤسسة إعلامية مستقلة لا تتبع لأي تيار سياسي، وتعتمد في تمويلها على الإعلانات التجارية فقط.
بدأ ” عكس السير ” مسيرته بالتركيز على ملفات الفساد الكثيرة في سوريا، وبنى قاعدة شعبية كبي[1]رة بعد تعاطيه الجريء مع القضايا التي تلامس هموم المواطن السوري عبر شبكة من المراسلين الشباب، في توجه مغاير للصورة المهترئة التي عرف بها الإعلام الرسمي، ما وضعه على قمة المواقع الإخبارية الأكثر متابعة في سوريا، بحسب الإحصاءات العالمية.

## وصلات خارجية
- موقع عكس السير